# Etableringslots
Etableringslotsar infördes 2010 och lades i praktiken ner 2015. Det var en arbetsmarknadspolitisk insats tänkt att hjälpa nyanlända invandrare att komma in i det svenska samhället. Etableringslotsarna var privata aktörer som hade fri etableringsrätt och konkurrerade med varandra. Ersättningen var delvis resultatbaserad. Lotsarna  utförde sitt arbete på uppdrag av Arbetsförmedlingen. Lotsen var tänkt att hjälpa nyanlända inom Arbetsförmedlingens etableringsuppdrag med praktiska frågor och använda sina kontakter för att hjälpa denne att hitta arbete. Lotsningen var tidsbegränsad till högst 24 månader, men upphörde tidigare om den nyanlände fick ett heltidsarbete längre än 6 månader eller började studera på högskola.
Etableringslotsar introducerades i december 2010 som en del av Alliansregeringens etableringsreform. Lotsföretagen fick 5000 kronor per arbetssökande de knyter till sig och sedan 1500 kronor per månad. Om någon går till arbete får lotsföretaget 40 000 kronor.
Systemet mötte kritik bland annat av Mehmet Kaplan (MP) som  menade att många nyanlända inte får en etableringsplan i tid, att aktiviteterna inte är anpassade till att invandrare har så olika förutsättningar, samt att nyanlända saknar försörjning i inledningsskedet.
I februari 2015 beslutade Arbetsförmedlingen att omgående lägga ned systemet med etableringslotsar efter att en översyn visat att det fanns så allvarliga problem att man inte kunde garantera kvalitet och säkerhet. Det efter att problemen med lotsföretagen sedan hösten 2014 hade eskalerat så mycket att situationen blivit ohållbar. Det handlade om organiserad brottslighet, hot, människosmuggling och utpressning, och även rekryteringsförsök till terrorgruppen IS. Formellt lades etableringslotsarna ner den 1 januari 2016.
Riksrevisionen menade i en uppföljning år 2014 att lotsverksamheten inte fungerade. Lotsarnas tjänster var för brett utformade, valfriheten fungerade inte och uppföljning och resultat brast. IFAU intervjuade lotsar och fann i en rapport från 2016 att lotsarna huvudsakligen arbetade med socialt stöd och mindre med jobbinriktade åtgärder. Ett skäl till detta tycktes vara att det sociala stödet var mycket efterfrågat. IFAU fann inte att någon typ av lotsföretag var bättre eller sämre än något annat på att få deltagarna i arbete. Andra forskare har pekat på utmaningen i att kombinera olika styrningsfilosofier som försvårade både för den upphandlade parten och för de företag som skulle utföra tjänsten.